# 维特利希
维特利希（德語：Wittlich，發音：[ˈvɪtlɪç] ⓘ）是德国莱茵兰-普法尔茨州贝恩卡斯特尔-维特利希县的城市，也是贝恩卡斯特尔-维特利希县的县治，面积49.63平方千米，2023年12月31日人口为19,718人。

## 友好城市
- 荷蘭 博克斯特爾
- 法國 布吕努瓦
- 英国 韋靈伯勒
- 德国 措森